# Weihersmühle (Weismain)
Weihersmühle ist ein Ortsteil mit 33 Einwohnern von Weismain im Landkreis Lichtenfels. Die Ansiedlung besteht aus der namensgebenden Weihersmühle, einer Getreidemühle mit Nebengebäuden sowie dem ehemaligen Landgasthof Zur Forelle mit Nebengebäuden. Im Mittelalter und in der Frühen Neuzeit war die Weihersmühle ein bedeutender Haltepunkt für Durchreisende im Kleinziegenfelder Tal, durch das die wichtige Verbindungsstraße von Bamberg nach Kulmbach führte. Die Mühle besitzt seit dem 15. Jahrhundert das Schankrecht und seit dem 17. Jahrhundert das Braurecht. Der Name der Mühle rührt von ihrer Lage an einem Weiher her. In einer alten Urkunde hieß es „die weyerssmüll, gelegen unter dem Arnstein am weyer.“
Als geschützte Baudenkmäler werden sowohl die Mühle als auch der Landgasthof mit dem dazugehörigen kleinen Mühlhaus vom Bayerischen Landesamt für Denkmalpflege unter den Denkmalnummern D-4-78-176-155 bzw. D-4-78-176-156 geführt.

## Geographische Lage
Die Weihersmühle befindet sich am Grund des Kleinziegenfelder Tals, unmittelbar am Anfang des Seitentales Kötteler Grund. Das Tal gehört zu den nördlichen Ausläufern des Frankenjuras im Naturpark Fränkische Schweiz-Veldensteiner Forst. Oberhalb der Mühle befindet sich die Ortschaft Wallersberg. Der Stadtkern von Weismain liegt etwa 5,3 Kilometer nördlich.

## Geschichte

### Spätmittelalter
Die Mühle wurde erstmals 1356 oder 1357 urkundlich bei einem Streit um das Fischwasser der „Weizmeun“ (Weismain) zwischen den Rittern Albrecht von Punzendorf und Heinrich von Truhendingen von Burg Arnstein genannt.
Die Jahreszahl 1448 im Türstock lässt auf den Neubau des Mühlengebäudes schließen, die spätestens von da an als Getreidemühle betrieben wurde. Die Bauherren waren eventuell die Gebrüder Cunz und Fritz Mülner aus Weismain, die die „Weyerssmüll“ oder „Weierßmül“ 1424 von ihrem Vater geerbt hatten. Schon damals trug die Mühle den heutigen Namen nach dem Weiher daneben.
Von 1475 bis 1487 ist der Ausschank von Bier durch Georg Weyermüller und Hans Wagner oder Weyerßmulner mit offizieller Schankerlaubnis überliefert. Das Bier- und Schankmonopol hatte zu dieser Zeit die Stadt Weismain, die gegen die Weihersmühle erfolglos Klage bei der bischöflichen Regierung in Bamberg erhob. Zwischen 1487 und 1500 gehörte die Mühle Jörg Weyersmulner aus Arnstein und von 1501 bis 1503 Heinz Weyermullner. Im Jahr 1515 wurde die Schankerlaubnis der Weihersmühle durch das fürstbischöfliche Landgericht urkundlich bestätigt.

### Frühe Neuzeit
Im Jahr 1602 erteilte Fürstbischof Johann Philipp von Gebsattel die Erlaubnis zum Bau einer Malz- und Braustätte in der Weihersmühle. Dies veranlasste die Weismainer zu einer erneuten Klage mit der Forderung, dass das Bier nur im benachbarten Arnstein ausgeschenkt werden dürfe, nicht aber in der Mühle selbst. Obwohl das Hochstift Bamberg diesen Kompromiss anerkannt hatte, hielt sich der Müller nicht daran, so dass es zu einem Prozess kam, den der Müller gewann, als er sich auf die 1515 erteilte Erlaubnis berief.
Knapp einhundert Jahre später gab es 1694 erneut einen Konflikt mit den Weismainern, als Jakob Weyermüller größere Mengen Bier an Ortschaften außerhalb seines Schankkreises verkaufte. In dem darauf folgenden Prozess gestand der Müller sein Vergehen ein, weshalb ihm das Braurecht nicht entzogen wurde. Kurz darauf verkaufte er Bier nach Modschiedel. Daraufhin zogen 20 bewaffnete Männer aus Weismain zur Weihersmühle und bekräftigten ihren Anspruch auf das Schankrecht in der Region. In den folgenden Jahrzehnten wurde nicht mehr so häufig in der Weihersmühle gebraut und auch der Ausschank ging zurück. Die Witwe des am 9. Oktober 1647 verstorbenen Jakob Weyermüller heiratete den aus Köttel stammenden Moritz Will, so dass die Mühle erstmals seit über 200 Jahren in neuen Familienbesitz überging. Mit der Genehmigung des damaligen Bamberger Fürstbischofes Friedrich Karl von Schönborn-Buchheim vom 3. September 1745 und der Unterstützung des Kastenamts Scheßlitz sowie dem Forstmeister von Weismain, ließ der damalige Müller Bernhard Rehe 1746 eine Schneidmühle neben der Weihersmühle errichten.
Fürstbischof Franz Konrad von Stadion und Thannhausen erteilte der Weihersmühle 1754 mit einer Urkunde erneut das Brau- und Schankrecht. Der damalige Müller Bernhard Rehr oder Rehe verstärkte daraufhin wieder die mehrere Jahre zuvor ruhenden Brauaktivitäten und eröffnete eine Gastwirtschaft in einem Gebäude neben der Mühle, das im Jahr 1798 zu einem zweistöckigen Wohnhaus ausgebaut wurde. Es handelt sich dabei um den Vorgängerbau des heutigen Gasthofgebäudes. Am 29. Oktober 1978 wurde die Gastwirtschaft nach den Umbaumaßnahmen neu eröffnet. Im Jahr 1801 verfügte die Mühle über 3 Mahlgänge und einen Schlaggang. Mit dem Erwerb der Mühle durch die Familie Wagner ging ein Besitzerwechsel einher. 1805 ersteigerte Georg Wagner die Forellengewässer bis Schammendorf (Weismain) und benannte den Gasthof Zur Forelle.

### 19. Jahrhundert bis heute
1832 gelangte die Weihersmühle durch Heirat in den Besitz der Familie Tremel. Im selben Jahr wurde das Bierbrauen eingestellt und seitdem Bier aus Weismain bezogen. Für das Jahr 1850 wurde die Mühle als „Wohnhaus mit Mahlmühle und Keller“ und „Schneidmühle mit Hofraum“ genannt. Die zweite in den Türstock eingravierte Jahreszahl „1879“ lässt auf eine Erneuerung des Gebäudes schließen. Im Jahr 1920 wurde durch den Bamberger Jagdpächter und Kommerzienrat Rudolf Weyermann der alte, im Kern bis ins 15. Jahrhundert zurückgehende Gasthof Zur Forelle neu gebaut, um dem zunehmenden Tourismus gerecht zu werden. Der Mahlbetrieb in der Getreidemühle wurde bis 1974 durchgeführt. Seitdem erzeugt in dem als Wohn- und Ferienhaus genutzten Gebäude eine Turbine Strom für den Eigenbedarf mit einer Nennleistung von 15 KW. Am Abend des 30. November 2005 löste sich am Wallersberger Berg eine acht Meter hohe Schlammlawine und zerstörte den Küchenanbau sowie Teile des Interieurs des Gasthofs. Grund für die Schlammlawine war ein undichtes Wasserrohr, das den Hang stark durchnässte, so dass dieser auf einer Breite von 60 Metern abrutschte. Bis zum Frühjahr 2006 konnten diese Schäden behoben werden.
Die Familie Tremel führte den Gasthof bis zum Jahr 2008 und betrieb ihn nach einem Pächterwechsel bis zu seiner vorläufigen Schließung im April 2011 weiter. Im Mühlengebäude ist seit einigen Jahrzehnten eine Pension mit Doppelzimmern eingerichtet.

### Einwohnerentwicklung
Die Tabelle gibt die Einwohnerentwicklung von Weihersmühle anhand einzelner Daten wieder.
| Jahr | Einwohner | Quelle |
| ---- | --------- | ------ |
| 1833 | 6         | [ 10 ] |
| 1987 | 9         | [ 11 ] |
| 2011 | 4         | [ 12 ] |
| 2012 | 3         | [ 13 ] |
| 2013 | 33        | [ 14 ] |
| 2015 | 50        | [ 15 ] |

## Architektur
Das Mühlengebäude ist ein Satteldachbau, das in seiner Bausubstanz überwiegend aus dem 17. Jahrhundert stammt. Über dem massiven Erdgeschoss befindet sich ein Fachwerkobergeschoss mit Andreaskreuzen und Rauten. In der Mitte des Giebels ist eine geschnitzte Maske eingelassen, ein Biebel (Haus- und Schutzgeist), dessen Augen auf die Straße gerichtet sind.
Der Landgasthof Zur Forelle ist ein ausgebautes ehemaliges Nebengebäude der Mühle. Neben dem Parkplatz befindet sich die ehemalige Sägemühle, zwei scheunenartige Satteldachgebäude mit Holzverkleidung. Das Mühlrad, ein unterschlächtiges Strauberrad, dient heute zur Stromerzeugung. Es handelte sich bis zur Neuinstallation des Wasserrades an der Stoffelsmühle im August 2011 lange Zeit um das einzige noch intakte und betriebene Mühlrad im Kleinziegenfelder Tal und ist zum Besichtigen frei zugänglich.

## Bilder

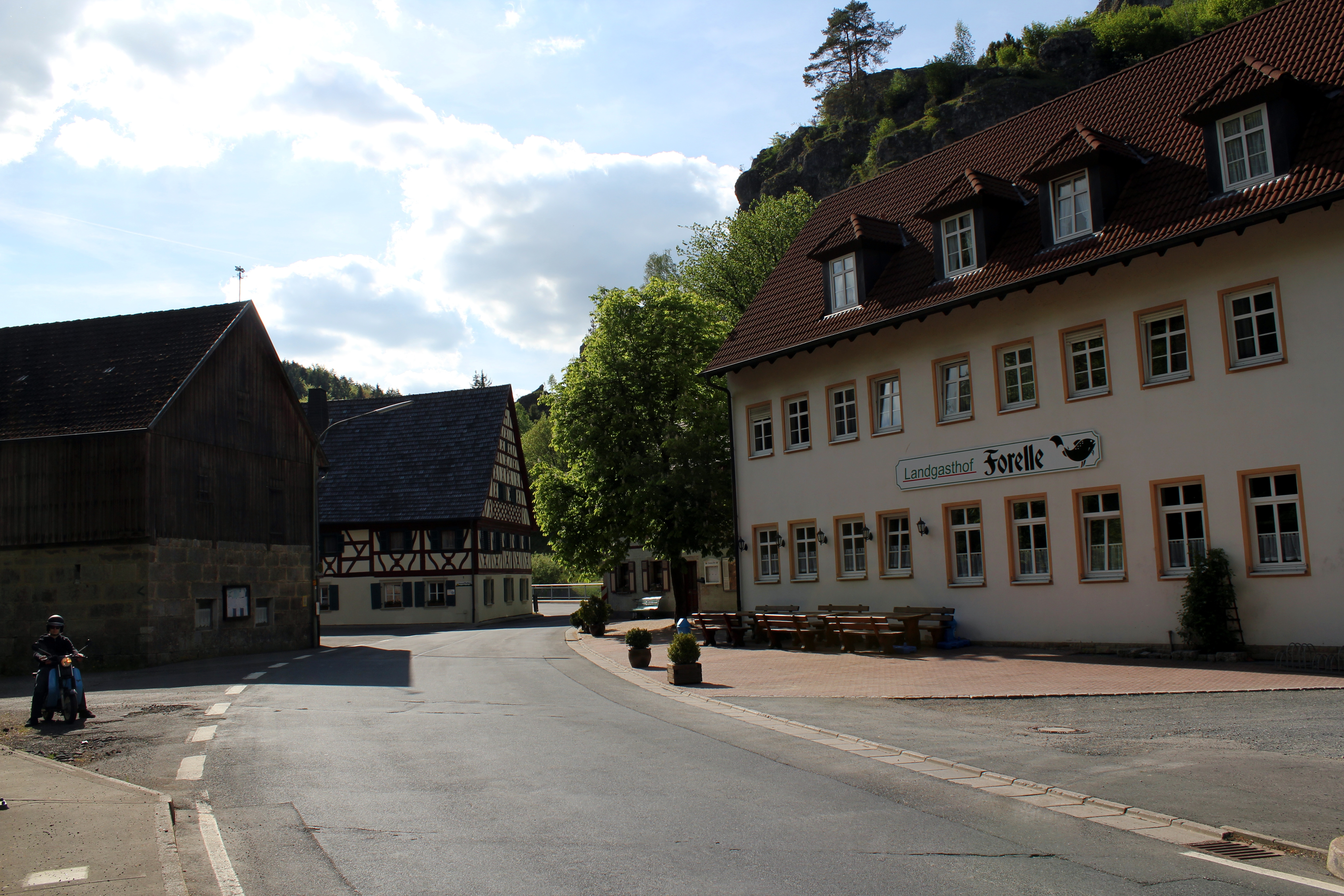
Der Weismainer Ortsteil Weihersmühle aus nordöstlicher Richtung. Links die Weihersmühle, rechts der ehemalige Landgasthof Zur Forelle
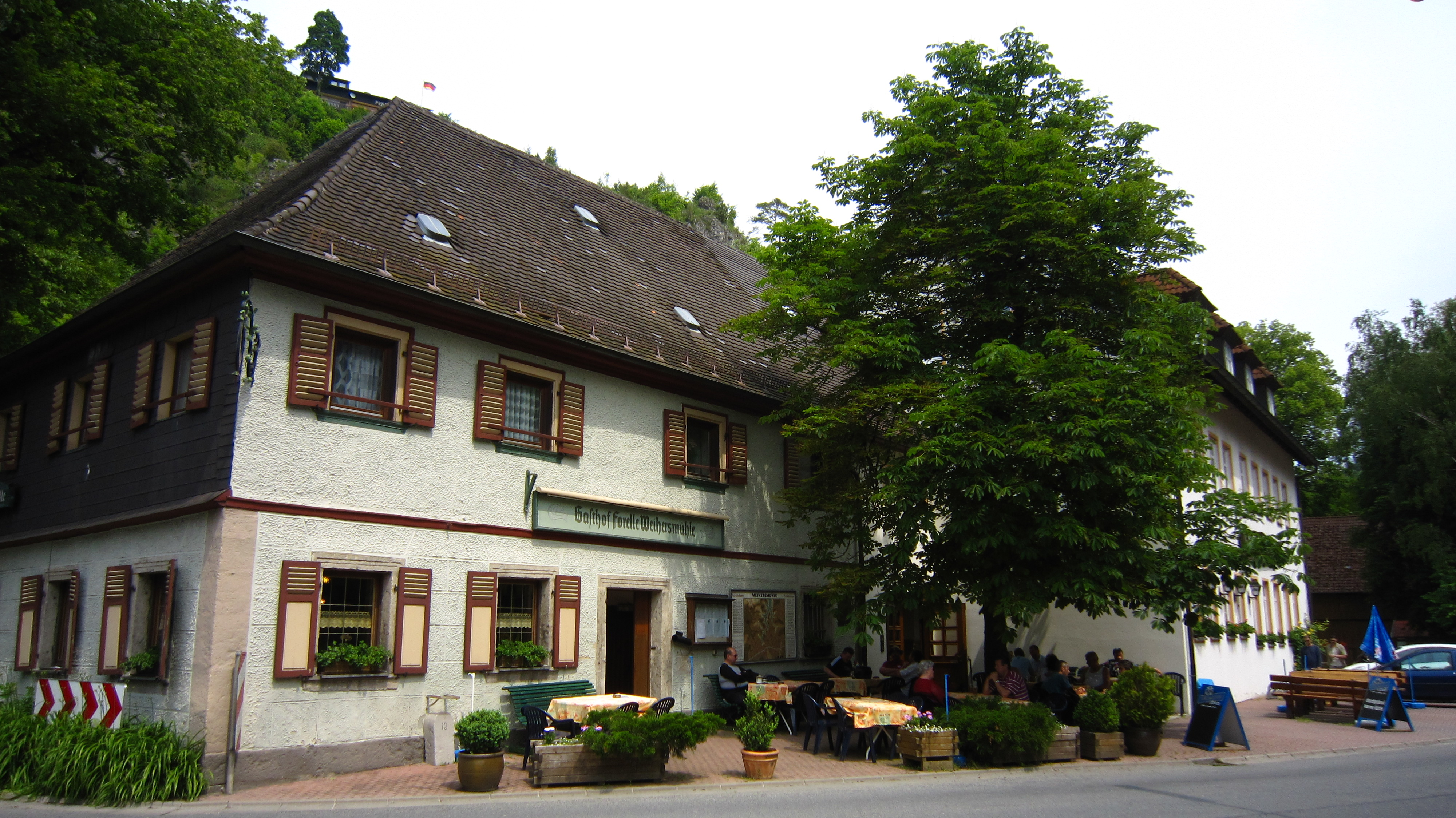
Der Landgasthof Zur Forelle. Vorne: Historisches Gastwirtschaftsgebäude, hinten: neuerer Hotelanbau
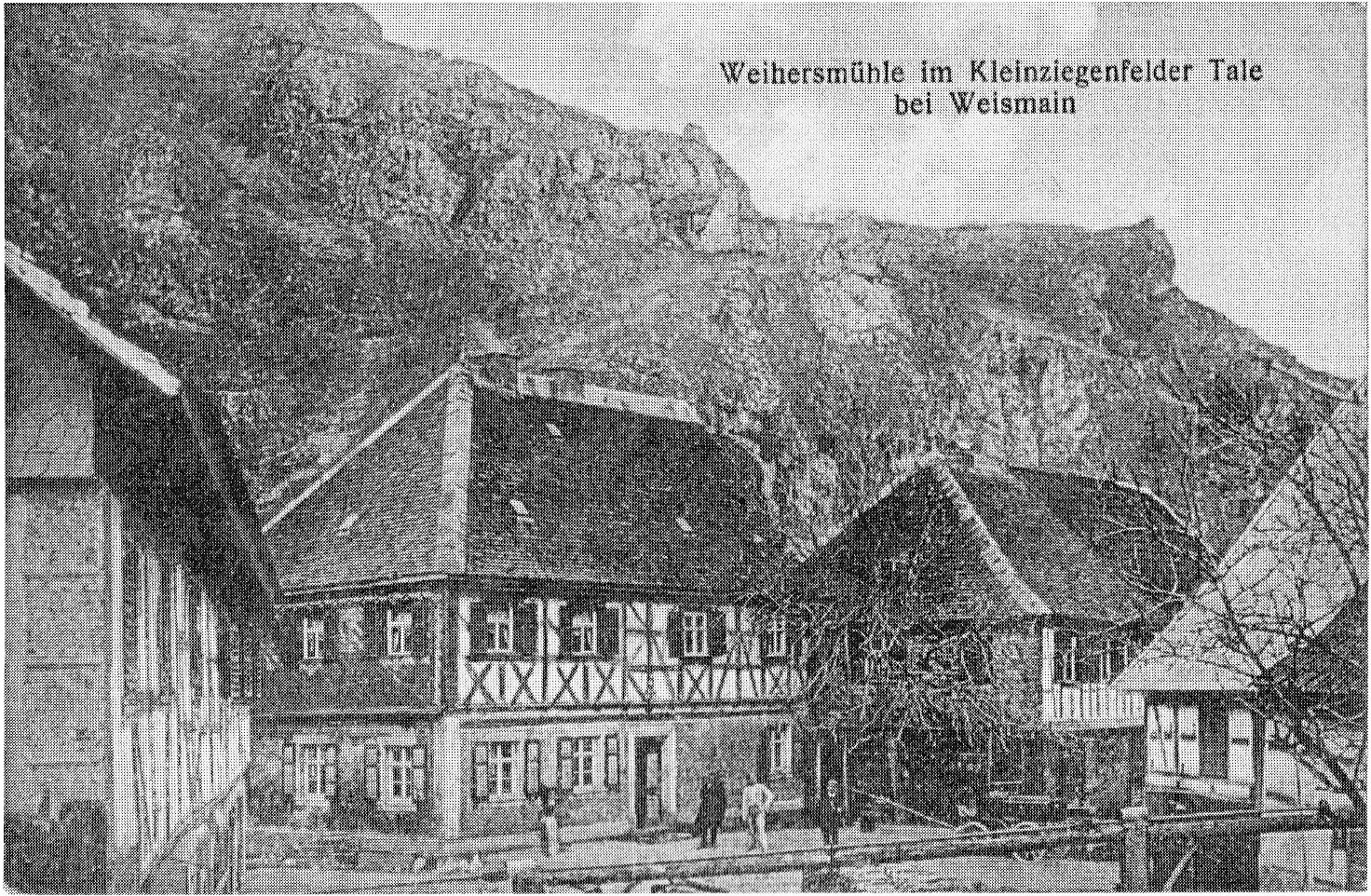
Der Landgasthof Zur Forelle im Zustand vor seinem Neubau im Jahr 1920
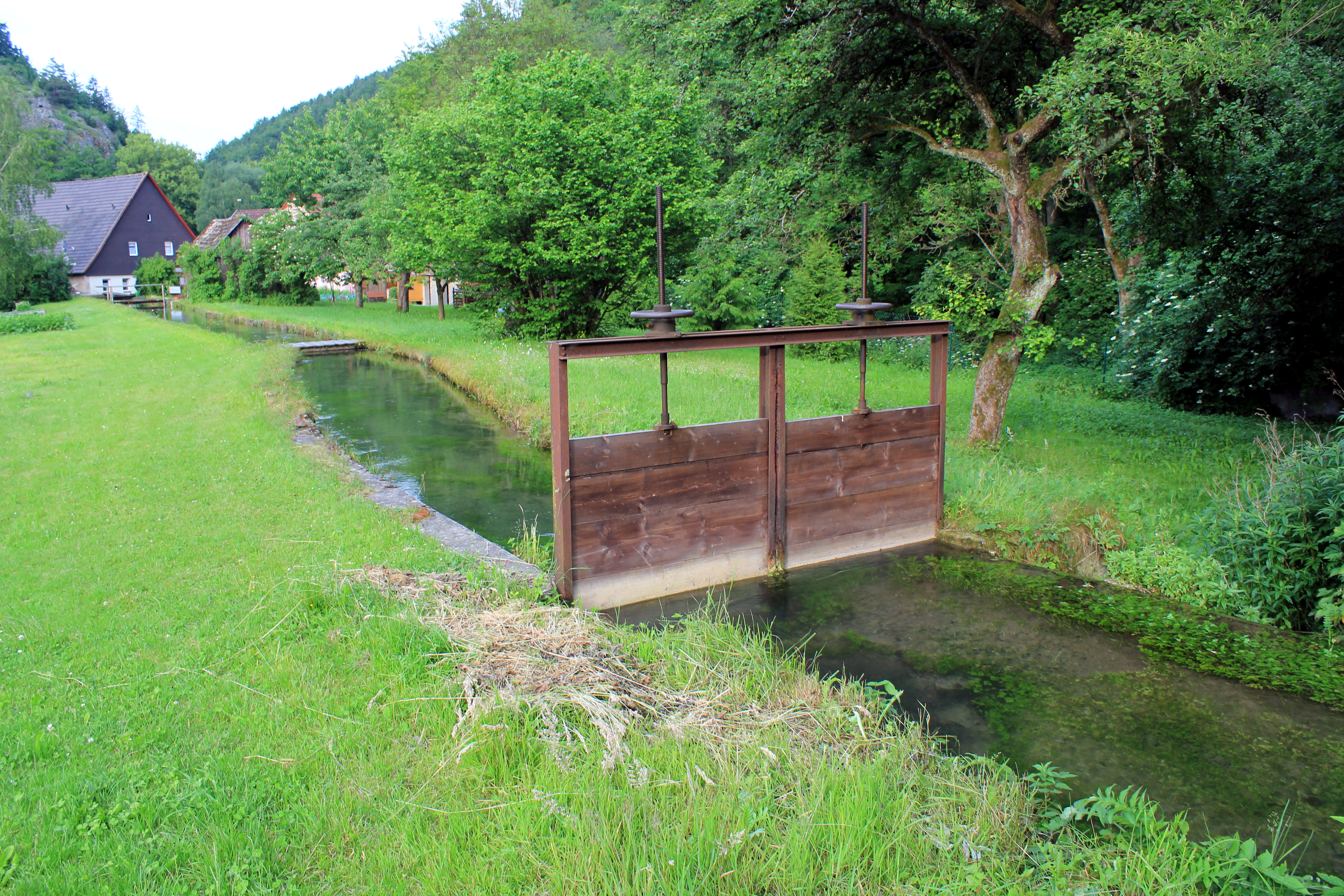
Der Mühlkanal der Weihermühle mit Stauwehr
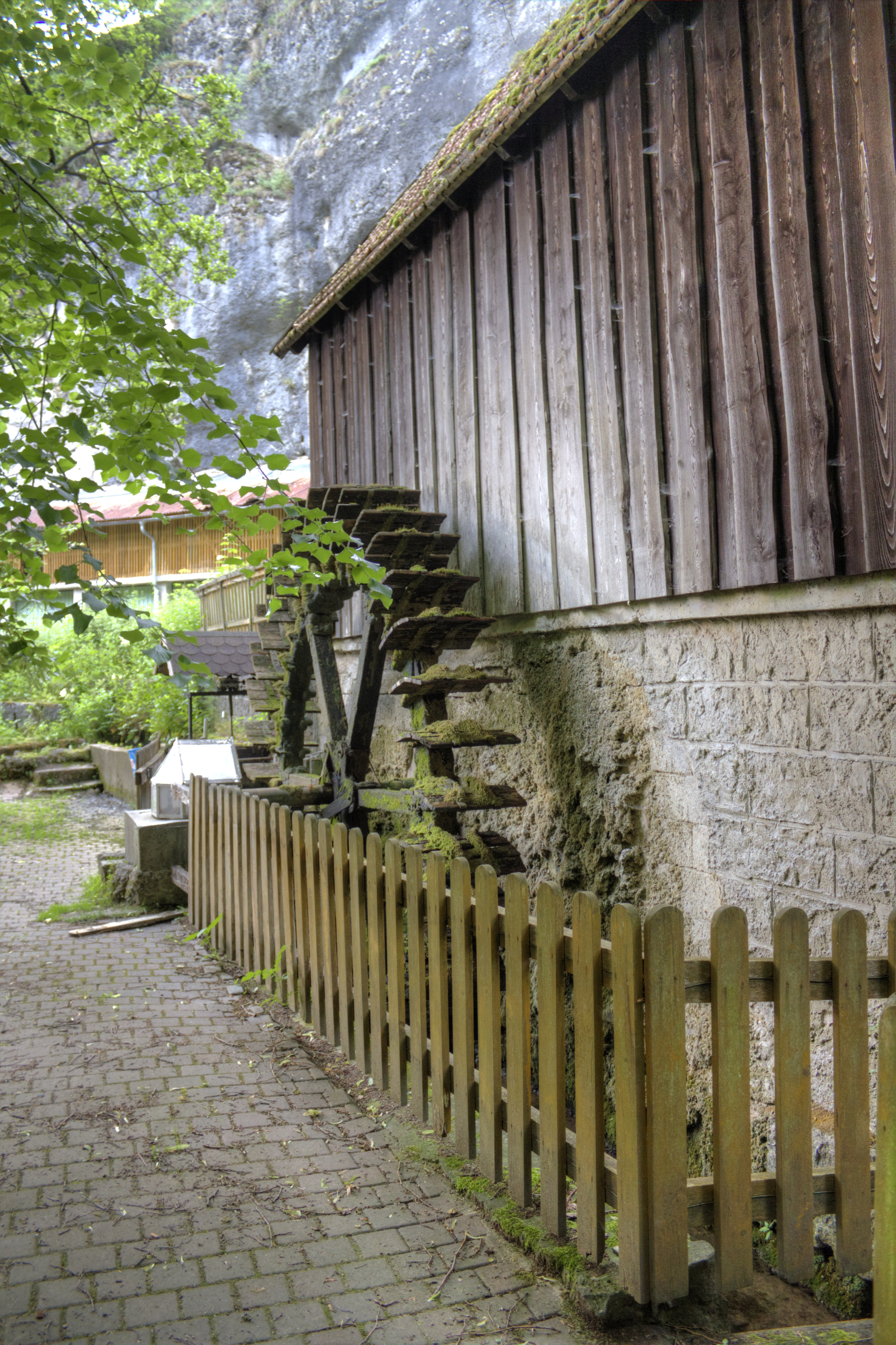
Mühlrad der ehemaligen Schneidmühle an einem Nebengebäude. Dient heute der Stromerzeugung